# Fran Mayer
Fran Mayer, tudi Fran Xaver Jakob Mayer, slovenski župan in pravnik, * 19. maj 1866, Sevnica, † 6. januar 1940, Šoštanj.

## Življenje
Fran Mayer se je rodil 19. maja 1866 v bogatejšo meščansko družino, ki se je leta 1870 preselila iz Sevnice v Celje, kjer je njegov oče kmalu umrl. Njegova mati Henrietta Mayer, royena Deutschmann se je zavoljo preskrbe družine poročila s šoštanjskim inženirjem Mihaelom Vošnjakom iz vplivne družine, leta 1882 pa sta dobila sina, kasnejšega dr. prava Bogumila Vošnjaka. Po končani srednji šoli v Celju in Ljubljani je mladi Fran Mayer vpisal študij prava v Gradcu in po končanemu študiju sprva deloval kot odvetniški koncipient v Celju. Kar kmalu se je spet lahko preselil v Šoštanj, tokrat kot samostojni odvetnik. V Šoštanju je nato dal zgraditi enega izmed najbolj znanih primerkov meščanske samostojno-stoječe arhitekture na slovenskem Štajerskem, stavbo danes znano pod imenom Vila Mayer. Leta 1896 se je poročil z Marijo Riči Prus iz Slovenjskih Konjic, v zakonu so se jima rodili sin Anče (1897), hči Marija (1899) in mlajši sin Dušan (1900).
V letih 1900-1910 je deloval kot ravnatelj šoštanjske hranilnice in posojilnice in 5. marca 1904 v hotelu Avstrija v Šoštanju (danes znan pod imenom Kajuhov Dom) vodil ustanovni sestanek Šaleške podružnice SPD, na katerem je bil tudi izvoljen za odbornika, 15. oktobra 1918 je pa bil izvoljen za prvega predsednika prvega narodnega sveta v Šaleški dolini. Ob koncu vojne je ostal v Šoštanju in nadaljeval s svojo odvetniško prasko, 1920 je uspešno podal pobudo za ustanovitev meščanske šole v Šoštanju, leta 1926 je pa deloval kot podnačelnik upravnega odbora le-te. Dve leti kasneje, 1928, je bil izvoljen za župana mestne občine Šoštanj in uspešno organiziral izgradnjo prvega javnega vodovodnega sistema v mestu. Zaradi tega je bil imenovan za častnega meščana mesta Šoštanj, po njem so celo poimenovali tudi ulice in trge. Župan je ostal za rok dveh mandatov, do leta 1937/38. Umrl je 6. januarja 1940.

## Nagrade in priznanja
- Častni občan Občine Šoštanj